# Karl Pellens
Karl Pellens (* 13. April 1934 in Essen-Steele; † 6. Mai 2003 in Unterankenreute bei Weingarten, Oberschwaben) war ein deutscher Historiker.

## Leben
Karl Pellens wuchs in Bad Hönningen auf. Er studierte Geschichte an der Albert-Ludwigs-Universität Freiburg  und wurde dort 1953 Mitglied der katholischen Studentenverbindung K.D.St.V. Falkenstein im CV.
Durch ein Stipendium der CV-zugehörigen Felix-Porsch-Stiftung beendete er sein Studium an der Universität Freiburg (Schweiz). In Freiburg im Üechtland wurde er 1957 bei dem Historiker Hans Foerster zum Dr. phil. promoviert. In den Jahren 1957 und 1958 absolvierte er beide Staatsexamen. Der Reformationsforscher, Historiker und Ökumeniker Joseph Lortz holte Pellens 1963 als wissenschaftlichen Mitarbeiter an das Institut für Europäische Geschichte in Mainz. 1973 habilitierte er sich mit der Schrift „Das Kirchendenken des normannischen Anonymus“.
1972 erhielt er einen Ruf auf die Professur für mittelalterliche und neuzeitliche Geschichte und deren Didaktik an der Pädagogischen Hochschule Weingarten.
Pellens war verheiratet. Aus der Ehe gingen drei Kinder hervor.

## Wirken
Karl Pellens veröffentlichte zahlreiche wissenschaftliche Arbeiten. Insbesondere seine Publikationen zur Didaktik waren international anerkannt, vor allem in Polen und in Ungarn. Ungarn verlieh ihm 1993 den Preis „Pro Cultura Hungarica“.
Pellens war zudem Vorsitzender der Internationalen Gesellschaft für Geschichtsdidaktik sowie Mitherausgeber der Mitteilungen bzw. des Jahrbuchs dieser Gesellschaft.
Besondere Verdienste hat sich Karl Pellens um das Andenken des inzwischen seliggesprochenen Jesuiten Rupert Mayer erworben. Seiner Initiative ist es zu verdanken, dass in der Ehrenhalle der Universität in Fribourg ein Bronzerelief an Rupert Mayer existiert.

## Schriften
- Calvin und Vaticanum II, F. Steiner 1965, zusammen mit Alexandre Ganoczy
- Die Texte des normannischen Anonymus, Zabern 1966, ISBN 3-8053-2069-8
- Das Kirchendenken des normannischen Anonymus, Zabern 1973, ISBN 3-8053-2095-7
- Der Codex 415 des Corpus Christi College Cambridge, Zabern 1977, ISBN 3-8053-2108-2
- Schülernaher Geschichtsunterricht, Herder 1982, ISBN 3-451-09031-7
- Historical Culture, Historical Communication, Hahnsche Buchhandlung 1994, ISBN 3-88304-283-8, zusammen mit Siegfried Quandt, Hans Süssmuth
- Historische Gedenkjahre im politischen Bewußtsein, Metzler Schulbuchverlag 1992, ISBN 3-8156-3346-X
- Historical Consciousness and History Teaching in a Globalizing Society: Geschichtsbewusstsein und Geschichtsunterricht in Einer Sich Globalisierenden Gesellschaft, Peter Lang 2001, ISBN 0-8204-5373-0, zusammen mit Goran Behre
- Geschichtliche Quellen. Eine Einführung mit Arbeitsbeispielen., Reclam, ISBN 3-15-009553-0

- Politische Weltkunde I, Bd.1, Die griechische Polis, Der Römische Staat., Ernst Klett Schulbuch 2002, ISBN 3-12-406100-4, zusammen mit Hans Forster, Arnulf Moser
- Politische Weltkunde I, Bd.2, Herrschaft und Staat im Mittelalter, Imperium und Sacerdotium., Ernst Klett Schulbuch 1999, ISBN 3-12-406200-0, zusammen mit Hans Forster, Arnulf Moser